# UFC 202
UFC 202: Diaz vs McGregor 2 var en MMA-gala som arrangerades av Ultimate Fighting Championship och ägde rum 20 augusti 2016 i Las Vegas i USA.